# Festa di nozze
Festa di nozze (To the Wedding) è un romanzo del 1995 dello scrittore britannico John Berger. In Italia è stato pubblicato nel 1997 dalla casa editrice Il Saggiatore.

## Trama
All'inizio degli anni '90, al mercato della Plaka, ad Atene, durante un viaggio su una Honda CBR 1100, Jean Ferrero compra da un mercante cieco una tavoletta votiva per la figlia colpita dall’AIDS. Il vecchio greco racconta così in terza persona la storia: Ninon Ferrero, la figlia di Jean e Zdena, una ventenne sieropositiva per una notte nella quale ha fatto l’incontro sbagliato in Costa Azzurra e ha marchiato per sempre la sua vita, e il giovane Gino, testardo, semplice ambulante che gira i mercati dell'Italia del Nord, incrollabile nel suo amore per Ninon. Sanno che il loro futuro insieme sarà breve. Da Modane e da Bratislava convergono su Gorino, lungo la direttrice del Po e della sua pianura, persone che il Novecento ha disperso e poi riunito. Zdena, madre di Ninon, fuoriuscita politica in Francia negli anni della dominazione sovietica, tornata nella Slovacchia post-comunista e lasciatasi una figlia e un amore alle spalle, decide di salire su un pullman diretto a Venezia, da dove poi si imbarca verso Chioggia. Jean, padre di Ninon, figlio di braccianti della risaia vercellese emigrati in Francia e impiegato nelle ferrovie transalpine, che si mette in marcia con la sua motocicletta verso Torino e poi l’Adriatico. A riunire questa famiglia sul delta del Po è un’occasione gioiosa: Ninon e Gino si sposano. La loro sarà una festa di nozze che ingannerà la malattia che sta consumando l'amata.

## Temi
Il romanzo è fortemente esistenziale; i personaggi non si "consumano" ma riescono ad opporsi all'oscurità di un mondo ormai amorale e indifferente, trovando un nuovo senso alla vita. I protagonisti si assumono un ruolo per evitare una vuotezza esistenziale e, nonostante i toni tragico-malinconici e il dramma dell'inevitabile, la storia è ricolma di speranza. I personaggi principali e secondari, le atmosfere e i luoghi sono scelti con cura dall'autore per trasmettere desolazione, mistero e al tempo stesso umanità e tanto affetto. Emerge poi in tutto il romanzo il tema del viaggio, che sia in autobus, in treno, in motocicletta o in nave è indifferente allo scrittore, che possedeva proprio un modello di Honda CBR 1100. L'AIDS è certamente il tema principale, in un'epoca dove ancora le cure erano scarse e molti malati non avevano possibilità di sopravvivenza.

## I personaggi
- L'uomo del Pireo: capisce il significato dietro le piccole azioni. È in grado di vivere una vita piena nonostante l'inaccessibilità del mondo che lo circonda.
- Jean Ferrero: l'eroe moderno della vicenda. È in grado di superare i propri demoni personali venendo a patti con l'inevitabile morte di sua figlia attraverso la cerimonia nuziale e il viaggio verso il matrimonio.
- Zdena: donna pratica che non si lascia sconvolgere più da nulla, anche se come l'ex marito vive di ricordi. Assegna un significato alle azioni più piccole, come dormire sul letto di sua figlia. Organizza ripetutamente il contenuto della sua borsetta e pianifica accuratamente il suo viaggio prima di andare al matrimonio.
- Produttori di richiami per uccelli di legno a Bratislava: attribuiscono un significato ai dispositivi di richiamo per uccelli che vendono. Zdena dà i dispositivi a sua figlia per dare un senso alla sua vita.
- Ninon Ferrero: giovane ragazza la cui curiosità per il mondo ricorda quella di una bambina, ma è anche capace di ribellarsi all'ineffabile destino.
- Gino: giovane mercante, un'altra figura eroica che ama la sua amata nonostante tutto e farebbe qualsiasi cosa per tenerla a sé.
- Tomas: passeggero del pullman da Bratislava a Venezia. Si occupa di piccoli compiti come guidare taxi e di cartoline. È un uomo saggio e semplice, stringe immediatamente una profonda amicizia con Zdena, e anche se sanno che devono separarsi a breve, entrambi assaporano il tempo che hanno insieme finché dura.
- L'uomo a Tolone: incarna a tutti gli effetti il "diavolo" senza morale che ha contagiato Ninon, condannandola.